# 마이크 던리비 시니어
마이크 던리비 시니어(Mike Dunleavy Sr., 본명: 마이클 조셉 던리비 시니어, Michael Joseph Dunleavy Sr., 1954년 3월 21일 ~ )는 미국의 전직 프로 농구 선수이자 코치이자 전미 농구 협회 로스앤젤레스 클리퍼스의 전 단장이다. 가장 최근에 툴레인 대학교 남자 농구팀의 수석 코치였다. 던리비는 전 프로 농구 선수 마이크 던리비 주니어의 아버지이다.

## 경력
선수 경력
- 1976년 ~ 1977년 필라델피아 세븐티식서스
- 1978년 캐롤라이나 라이트닝
- 1978-1982 휴스턴 로키츠
- 1982-1983 샌안토니오 스퍼스
- 1984년~1985년
- 1988-1990 밀워키 벅스

코치 경력
- 1987-1990 밀워키 벅스 (어시스턴트)
- 1990-1992 로스앤젤레스 레이커스
- 1992-1996 밀워키 벅스
- 1997-2001 포틀랜드 트레일블레이저스
- 2003~2010 로스앤젤레스 클리퍼스
- 2016~2019 툴레인